# Склаве
Скла̀ве е село в Югозападна България. То се намира в община Сандански, област Благоевград.

## Население

### Етнически състав
Преброяване на населението през 2011 г.
Численост и дял на етническите групи според преброяването на населението през 2011 г.:
|                     | Численост |
| Общо                | 1464      |
| Българи             | 1070      |
| Турци               | 8         |
| Цигани              | 86        |
| Други               | -         |
| Не се самоопределят | -         |
| Неотговорили        | 292       |

## История
Селото се споменава в османски данъчни регистри от 1638, 1652 и 1670 година.
През XIX век Склаве (отбелязано в редица източници и като Славе) е село със смесено население, числящо се към Мелнишката кааза на Серски санджак. В „Етнография на вилаетите Адрианопол, Монастир и Салоника“, издадена в Константинопол в 1878 година и отразяваща статистиката на населението от 1873 година, Славе (Slavé) е посочено като село с 62 домакинства със 70 жители мюсюлмани и 90 жители българи.
В 1891 година през селото минава Васил Кънчов, който оставя интересни бележки за него:
| „ | По-голямата част от селото Склаве се виждаше вече. Това място е забележително, че на него става голям панаир, който се протака три дена на Св. Троица. Панаирът се нарича Торица, от Тройца. Трябва да е имало манастир Св. Троица. По предание тук някога е станал голям бой между турците и българите, и тогава селото Склаве или Славе било разрушено. На панаира се харчи главно жива стока. | “ |

В 1891 година Георги Стрезов пише за селото:
| „ | Склавие, село разположено на равнище, от Спакьово на СЗ 1/2 час. Има няколко къщи, чифлик на тамошни аги. Разкошни нивя и ливади наоколо. 26 къщи, турци, българе и цигани. Пред „Света Троица“ 1 ден тук става панаир от жива стока и трае два деня. | “ |

Към 1900 година според статистиката на Васил Кънчов („Македония. Етнография и статистика“) в селото живеят 596 души, от които 300 българи-християни, 200 турци и 96 цигани.
В началото на XX век християнското население на село е под върховенството на Българската екзархия. По данни на секретаря на екзархията Димитър Мишев („La Macédoine et sa Population Chrétienne“) през 1905 година в Славе (Slavé) има 280 българи екзархисти.
През 1913 година по време на Междусъюзническата война селото е завзето и опожарено от гръцката армия.
След войната в селото се заселват български бежански семейства от селата Богородица и Зарово – Лъгадинско, Герман, Горни Порой, Крушово и Кърчово – Демирхисарско. Част от жителите на селото са преселници от близкото пиринско село Държаново (днес изселено). Също така има преселници и от красивото планинско селце Кашина.

## Религии
Всички жители са православни християни.

## Културни и природни забележителности
Селото има мъжка, женска и детска фолклорно-певческа група. Печелили са награди от участия в събора за народно творчество в Копривщица и Предела.

## Религия
Църквата в селото е „Света Троица“. Гробищната църква е „Света Петка“. След изоставянето на църквата „Света Петка“ в близкото село Шатрово, иконите и част от останалия инвентар в 1960 година се пренасят в тогава новата църква при гробищата на село Склаве, която в чест на шатровската църква се именува „Света Петка“.

## Редовни събития
Всяка година се провежда панаир, който датира още от римско време. Този панаир е бил пазар на роби, откъдето произлиза и името на селото „склав“ от латински „роб“. Според някои неофициални източници на този пазар е бил продаден предводителят на най-голямото антиримско въстание на робите Спартак. Според други неофициални източници тъкмо в това село се е родил Спартак. В по-ново време панаирът е един от най-големите регионални пазари за животни. Ежегодно се организират и борби. Обикновено се провежда около 15 юни.
Друго събитие е съборът на черквата Свети Дух, който е на едноименния празник. Панаирът се провежда няколко дни преди празника на черквата.

## Спорт
През 1962 година в селото е основан футболен клуб Спартак. Поради липса на средства, спортните екипи на отбора са били потници и обикновени гащета. Клубът се развива добре, но след доста години в Аматьорската дивизия не успява да се изкачи в професионалния футбол.

## Личности
Родени в Склаве
- Александър Томов (р. 1949), многократен европейски и световен шампион в борба класически стил
- Захарин Илиев (р. 1940) български генерал, командвал сухопътните войски на Българската армия
- Темелко Хаджиянев (1848 – 1913), български общественик, търговец и книжар
- Атанас Д. Иванов, български революционер, деец на ВМРО [11]

Починали в Склаве
- Христо Врански (1879 – 1905), български революционер от ВМОРО